# Adelbert Natorp
Gottfried Bernhard Adelbert Natorp (* 1. April 1826 in Wengern; † 30. April 1891 in Düsseldorf) war ein deutscher protestantischer Theologe und Schriftsteller. 

## Leben
Sein Vater Gustav Ludwig Natorp war Pfarrer in Wengern, Superintendent und Kreisschulinspektor. Sein Großvater war Bernhard Christoph Ludwig Natorp. Natorp studierte Theologie in Halle/Saale und Berlin. Im Jahre 1850 wurde er Prediger in Morsbach-Holpe. 1851 wurde er Pfarrer und Konsistorialrat in Düsseldorf. Er ist der Vater von Paul Natorp.

## Schriften
- Kreuz und Kerker. Die Arbeit der christlichen Liebe an den Gefangenen und aus dem Gefängniß Entlassenen. Düsseldorf: Rhein.-westf. Gefängniss-Gesellsch. 1867. 187 Seiten
- Gedenket der Gefangenen. Bilder aus dem Leben der Gefangenen. Düsseldorf, Barmen: Klein 1871, 138 Seiten
- Unsere Choräle: eine Festschrift zur Gedächtnissfeier des hundertjährigen Geburtstages Bernhard Christoph Ludwig Natorp. Düsseldorf 1875 Digitalisierte Ausgabe der Universitäts- und Landesbibliothek Düsseldorf
- Unter den Sioux-Indianern. Wanderungen und Wandlungen eines jungen Deutschen. Barmen: Klein 1879. 87 Seiten
- Joachim Neander. Ein Lebensbild. Barmen: Verlag der Wuppertaler Traktat-Gesellsch. 1880. 78 Seiten
- Evangelische Bruderliebe. Vorträge über die Aufgaben und Arbeiten des evangelischen Vereins der Gustav-Adolf-Stiftung, IV. Band, 1. Heft, Barmen, Hugo Klein, 1881. Digitalisat
- Die Johanneskirche zu Düsseldorf Eine Festschrift zur Einweihung derselben am 6. Dezember 1881 / verfaßt von A. Natorp. - Düsseldorf : Voß, 1881. Digitalisierte Ausgabe der Universitäts- und Landesbibliothek Düsseldorf
- Geschichte der evangelischen Gemeinde zu Düsseldorf. Eine Festschrift zur Einweihung ihres neuen Gotteshauses, der Johanneskirche / von G. B. Adelbert Natorp. - Düsseldorf : Voß, 1881. Digitalisierte Ausgabe der Universitäts- und Landesbibliothek Düsseldorf